# خيسوس أندريس راميريز
خيسوس أندريس راميريز (بالإسبانية: Jesús Andrés Ramírez) هو لاعب كرة قدم فنزويلي في مركز الهجوم، ولد في 4 مايو 1998 في Colonia Tovar ‏ في فنزويلا. لعب مع إستوديانتس دي ماردة ‏.

## وصلات خارجية
- خيسوس أندريس راميريز على موقع قاعدة بيانات كرة القدم.إي يو (الإنجليزية)
- خيسوس أندريس راميريز على موقع Soccerway.com (الإنجليزية)
- خيسوس أندريس راميريز على موقع عالم كرة القدم.نت (الإنجليزية)